# 歐巴馬對華外交政策

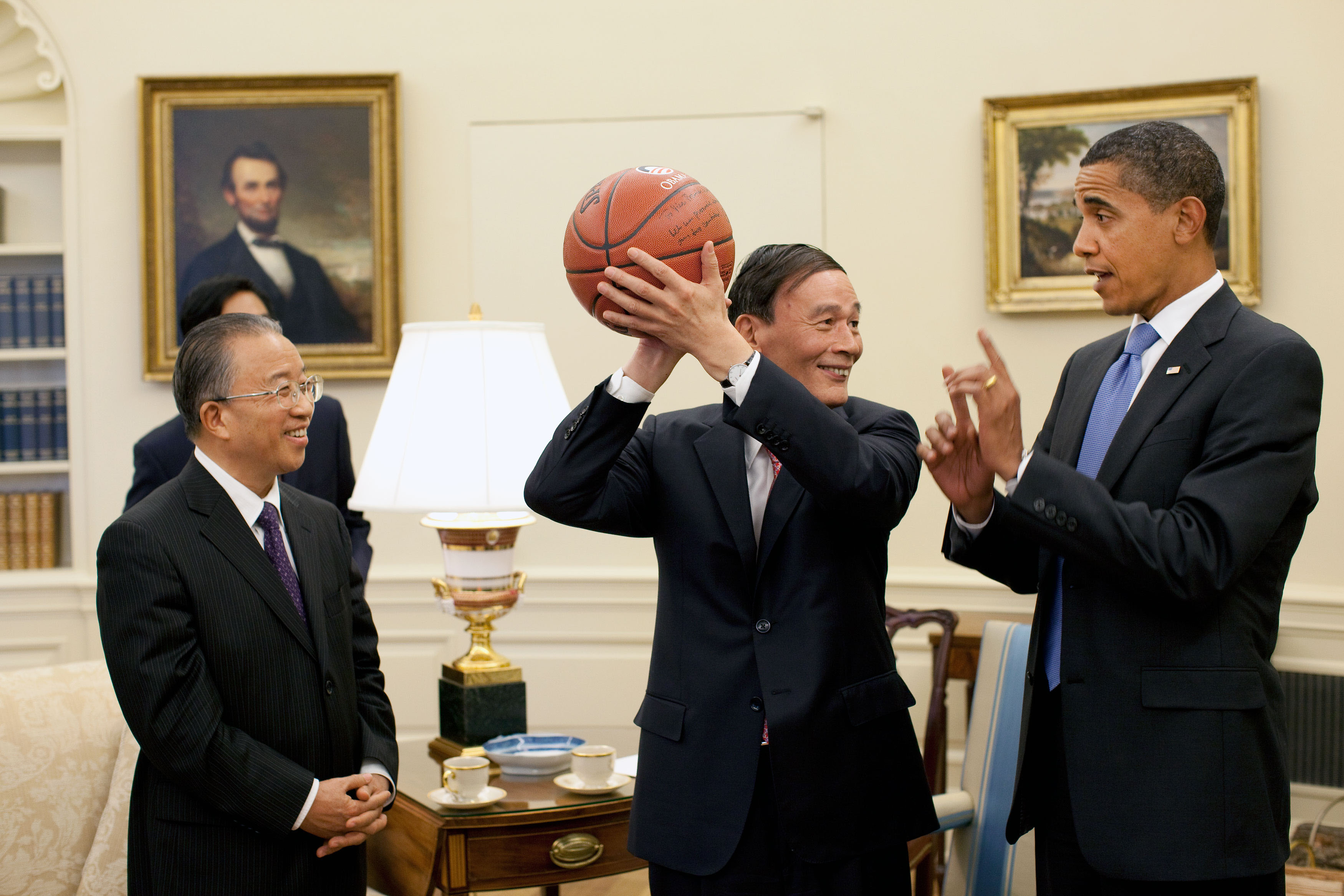
中华人民共和国国务院副总理王岐山與歐巴馬合影

## 選舉期間的政見差異
2008年美國總統大選的議題環繞在戰爭和經濟衰退，但候選人歐巴馬和麥凱恩都不約而同的提到與中國建立更進一步的關係，雙方都在重大議題上主張與中國合作，而他們的差異點在於貿易政策。奧巴馬關注於：低利率的人民币造福了中國的出口業。而麥坎認為：自由貿易是至關重要的，並且對中國有巨大的影響。然而麦凯恩另外指出：雖然中美可能有共同的利益，但不代表這就是美式價值觀。

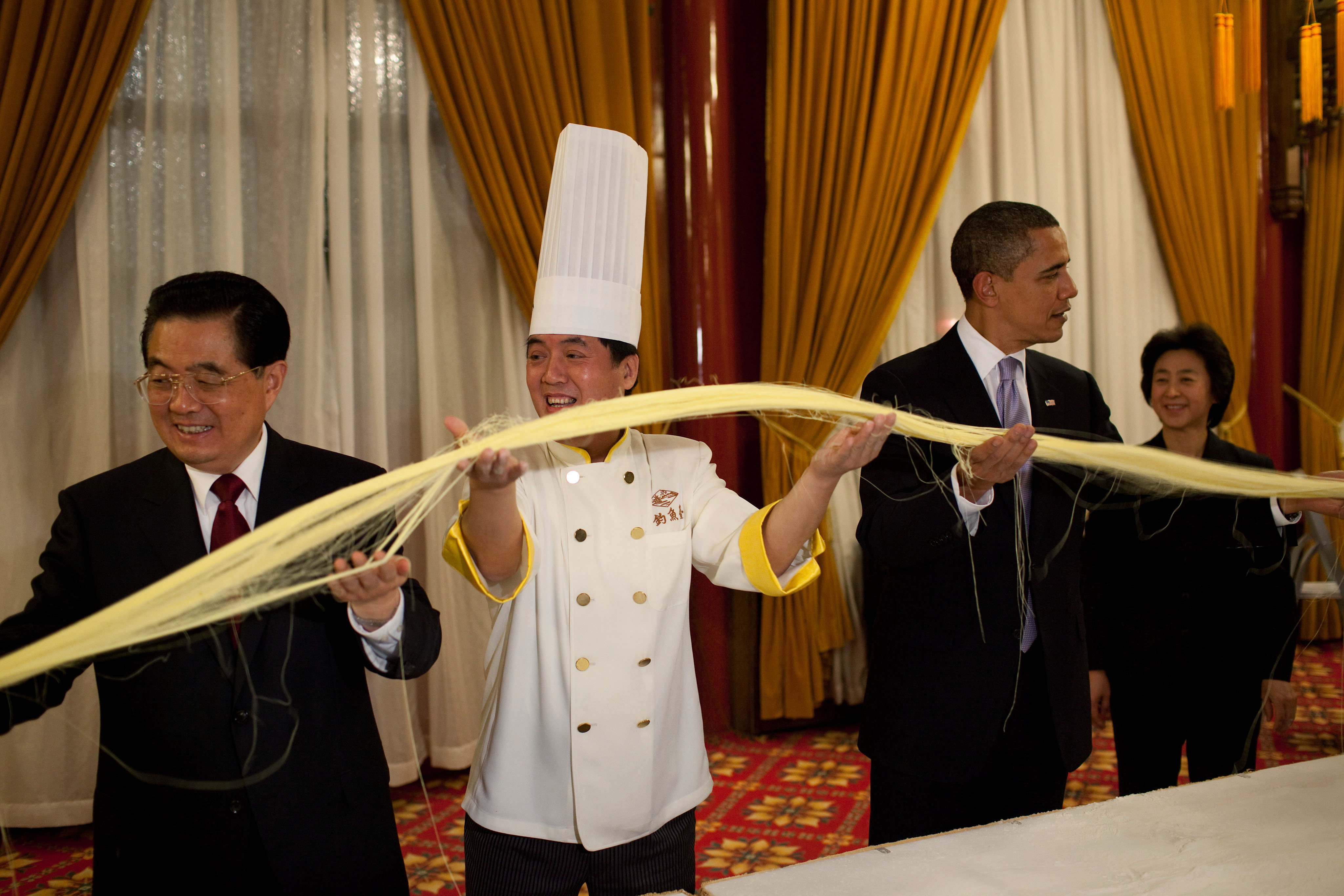
2009年11月，奥巴马与中华人民共和国领导人胡锦涛在北京

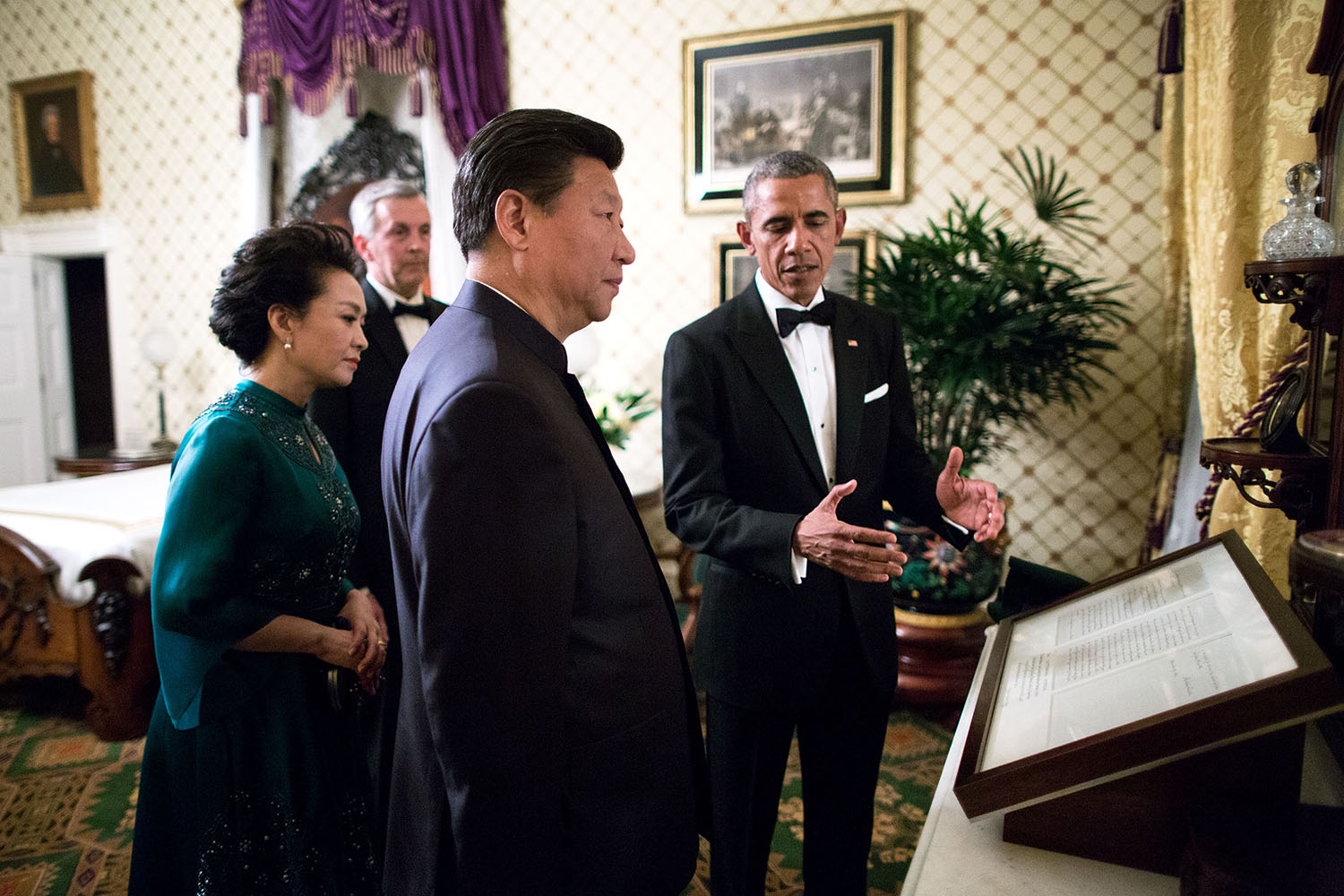
2015年，中华人民共和国领导人習近平與歐巴馬在白宮

## 中國領導人的賀電
歐巴馬在開始總統任期時希望能夠培养兩國之間的友誼以及加強合作。2008年11月8日，中华人民共和国领导人胡錦濤和奧巴馬在中美元首熱線中祝賀奧巴馬的勝選。在雙方的交談中兩國元首一致認為：發展中美關係，不僅兩國之間的共同利益而是全球整體的利益。.

## 利益團體的角力
其他組織也積極反應歐巴馬在選舉中對華政策，特別是指他既有提出的承諾，例如修改氣候變遷的政策，綠色和平組織曾發表的一篇文章詳細說明奧巴馬如何投資綠色工作部門以及改變他們。另外就在歐巴馬的就職典禮舉行之時，金融海嘯正席捲全球而來。
一些其他組織和美國能源和商務部門之相關的非政府組織，例如美國對外關係理事會和布魯金斯學會以及各所大學，一直與中國商議如何應對氣候變化。美國和中國政府已經以大規模的經濟刺激措施解決經濟衰退的問題。中方則表示關注：“購買美國貨”計劃的相關細節，美國相當歧視外國生產商，這些國家就包含中國。

## 實際建置

### G-2
作為兩個當今最有影響力的強國，在全球的事務上也日益增加其角色具有的建言權，在美國政界創造「G2」這種概念性的名詞，目的在於建立美國和中國共同制定出解決全球問題的合作機制。

### 中美戰略經濟對話
Ｇ－２最大的作為就是中美戰略經濟對話這個機制，開始的時候是由時任美國總統布希和中國領導人胡錦濤，以及美國財政部長亨利·保爾森和中國國務院副總理吳儀，在2006年開始。現由奧巴馬政府擴大整個對話的機制，也就是目前所謂的中美戰略與經濟對話，由現任美國國務卿希拉蕊·克林頓和美國財政部長提摩西·F·蓋特納，和中國國務院副總理王岐山和中國國務委員戴秉國。2009年7月召開首次的高峰會以應對經濟危機，設法進行合作，以阻止全球氣候變暖，和解決問題，例如核武器擴散和人道主義危機。

### 歐巴馬訪中
在同年11月15～18日之間歐巴馬訪問中華人民共和國，討論經濟危機，核武器擴散的危機，以及氣候變化的因應之道.，南加州大學美中研究中心摘要了此次歐巴馬訪中的主要議題，成為歐巴馬歷次出訪摘要中點閱率最高的一次。

## 摩擦

### 對台軍售
2010年1月，美國提出將價值64億美元的武器出售給中華民國。中華人民共和國政府警告稱，某些區域合作和國際問題或將被暫停，以作為反制。

### 會見達賴
2010年2月19日美國總統歐巴馬會見西藏領袖達賴喇嘛，在會後中國嚴厲譴責美方挑撥中國的紛亂，中國召見美國駐華大使洪博培。然而在泰晤士雜誌卻報導中國的反應是“沉默”，其推測原因是在中國新年，而當時大部分官員都在休假。只有相當少數的活動家批評歐巴馬此次比較低調的訪問。